# Caryedes gounellei
Caryedes gounellei is een keversoort uit de familie bladkevers (Chrysomelidae). De wetenschappelijke naam van de soort werd in 1885 gepubliceerd door Maurice Pic.